# Нагорный, Григорий Афанасьевич
Григорий Афанасьевич Нагорный — советский хозяйственный, государственный и политический деятель, генерал-майор.

## Биография
Родился в 1921 году в деревне Блюменталь. Член КПСС.
1937 г. — работник районной газеты «Ленинский путь», литературный сотрудник республиканской газеты «Красная Башкирия».
С 1938 года  курсант Ленинградского Военно-Морского политического училища, участник Великой Отечественно войны, политрук зенитно-артиллерийской батареи Северного Флота, в частях морской пехоты, участник операций в Северной Финляндии и Северной Норвегии, оперуполномоченный ОКР СМЕРШ по СФ, сотрудник Башкирского обкома ВЛКСМ, слушатель областной партийной школы, сотрудник Башкирского обкома КПСС, слушатель ВПШ при ЦК КПСС, председатель КГБ при СМ Башкирской ССР, начальник УКГБ по Сахалинской области, начальник УКГБ по Курской области, руководитель Курской областной организации ветеранов (пенсионеров) войны, труда, Вооруженных Сил и правоохранительных органов.
| В органах госбезопасности: С 1962 г. Занимал должности: - Председатель КГБ при СМ Башкирской ССР (февраль 1962 – январь 1967 г.), в 1965 г. заочно окончил педагогический институт; - Начальник УКГБ по Сахалинской области (январь 1967 – февраль 1971 г.); - Начальник УКГБ по Курской области (9 февраля 1971 – 22 августа 1985 г.); С октября 1985 г. в запасе. В марте 1987 – октябре 1991 г. – руководитель Курской областной организации ветеранов (пенсионеров) войны, труда, Вооруженных Сил и правоохранительных органов. Звания: - Генерал-майор (20 декабря 1966 г.); |

Делегат XXIII съезда КПСС.
Умер в Курске в 1998 году.